# W imię ojca

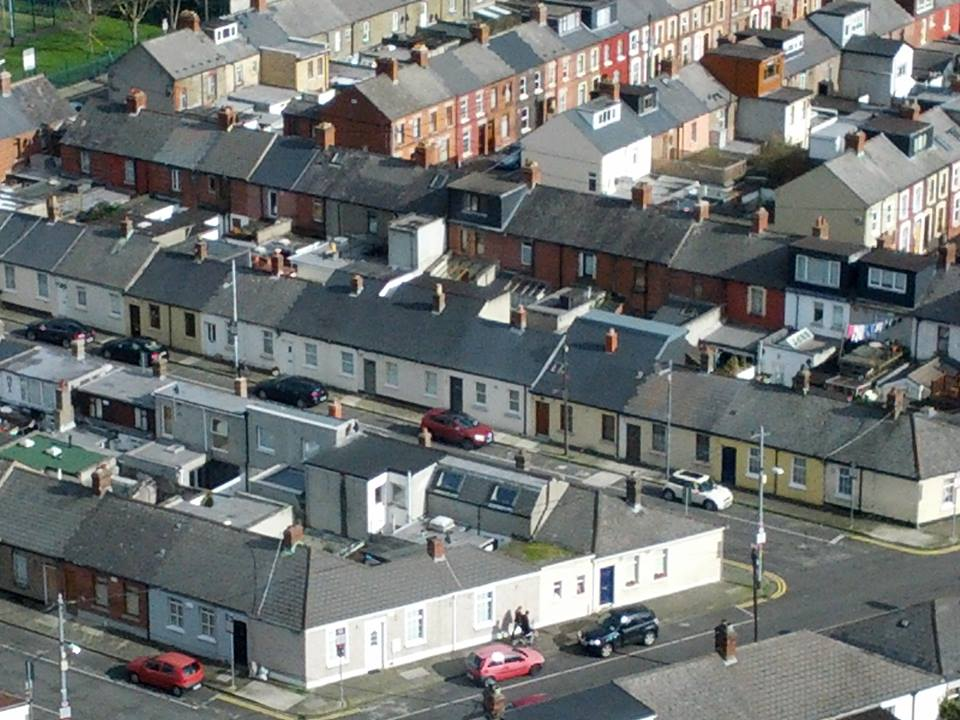
Dzielnica South Lotts w Dublinie, która posłużyła za scenerię Belfastu.

W imię ojca (ang. In the Name of the Father) – irlandzko-brytyjski dramat filmowy z 1993 roku w reżyserii Jima Sheridana. Scenariusz filmu oparto na autobiograficznej książce Gerry’ego Conlona.
Niektóre ze scen filmu zostały zrealizowanie w dublińskim więzieniu Kilmainham Gaol.

## Obsada
- Daniel Day-Lewis – Gerry Conlon
- Pete Postlethwaite – Giuseppe Conlon
- Emma Thompson – Gareth Peirce
- Maureen McBride – matka Gerry’ego
- John Lynch – Paul Hill
- Corin Redgrave – Robert Dixon
- Beatie Edney – Carole Richardson
- John Benfield – kierownik więzienia Barker
- Paterson Joseph – Benbay

i inni.

## Fabuła
Lata 70. XX wieku, trwa konflikt w Irlandii Północnej. W Londynie wybuchają kolejne bomby podkładane przez IRA. Po jednym z zamachów policja aresztuje dwóch mieszkających w hipisowskiej komunie dwudziestolatków. Chłopcy do stolicy Zjednoczonego Królestwa przyjechali z Belfastu, co w oczach śledczych staje się okolicznością obciążającą. W czasie brutalnego śledztwa obydwaj przyznają się do winy i – mimo istniejących dowodów niewinności – zostają skazani na kary wieloletniego pozbawienia wolności. Co gorsza, do więzienia trafiają także, oskarżeni o pomoc w zorganizowaniu zamachu, członkowie ich rodzin, w tym ojciec Gerry’ego Conlona – Giuseppe, który za kratami umrze.
Film ma kilka warstw. Pierwszą tworzy długoletnia, heroiczna walka o uniewinnienie, ale także o zachowanie swej osobowości. Druga to atak na skostniały system policyjno-sądowniczy (i często kierujący się przesłankami politycznymi), w którym ważniejszy od człowieka staje się sukces dochodzenia. Ostatnią i najważniejszą warstwę stanowi próba (udana) ukazania powikłanego związku syna z ojcem, dopiero w więzieniu próbujących się nawzajem zrozumieć.

## Nagrody
- Złoty Niedźwiedź dla najlepszego filmu na 44. MFF w Berlinie (1994).
- Film był nominowany do Oscara za rok 1993 w 7 kategoriach, w tym za reżyserię, dla aktora w roli pierwszoplanowej (Day-Lewis) i pary aktorów w rolach drugoplanowych (Thompson i Postlethwaite), jednak nie zdobył ani jednej statuetki.